# غول رحمن
غول رحمن (بالبشتوية: ګل رحمان)‏؛ (توفي في 20 نوفمبر 2002)، وهو مواطن أفغاني اعتقلته الولايات المتحدة في 29 أكتوبر 2002، وكان ضحية للتعذيب. توفي في سجن سري لوكالة المخابرات المركزية أو موقع أسود يقع في شمال كابول بأفغانستان المعروف باسم سولت بيت.
أبقت الولايات المتحدة اسمه سرا لأكثر من سبع سنوات على الرغم من إعلان وفاته. وفي عام 2010 أفادت وكالة أسوشيتيد برس أنه قبل وفاته تُرك مجرّد ومقيد بالسلاسل على جدار خرساني في ليلة شديدة البرودة. وبحسب التقرير لم تخطر حكومة الولايات المتحدة عائلته (زوجته وأربع بنات) بوفاته.

## وصلات خارجية
- "Salt Pit Death: Gul Rahman, CIA Prisoner, Died Of Hypothermia In Secret Afghanistan Prison", Huffington Post
- "Author of Torture Memos Admits Some Techniques Were Not Approved By DOJ", Truth-Out